# Stenobiella pulla
Stenobiella pulla is een insect uit de familie van de Berothidae, die tot de orde netvleugeligen (Neuroptera) behoort. 
Stenobiella pulla is voor het eerst wetenschappelijk beschreven door Kimmins in 1930.